# Adrien Baltyn
Adrien Baltyn (Brugge, 1546 – aldaar, 21 oktober 1624) was pensionaris van het Brugse Vrije en historicus.

## Levensloop
Baltyn of Baltin behoorde tot een adellijke familie uit het Brugse Vrije Hij was een zoon van Jan Baltyn, die pensionaris van het Vrije was. Zijn moeder was Marguerite Bultync, die een tante was van Pieter de Corte, de eerste Brugse bisschop. Pierre behaalde het licentiaat in de rechten en, net zoals zijn broer Maximilien († Antwerpen, 1628), ging hij zich als advocaat vestigen in Antwerpen. Maximilien werd algemeen ontvanger van de domeinen en confiscaties voor het kwartier van Antwerpen. Adrien trouwde met Maria Verleysen, een dochter van Frans Verleysen, lid van de Grote Raad in Mechelen. Hun zoon Josse werd pensionaris in Veurne en vanaf 1610 procureur-generaal bij de Grote Raad van Mechelen.
Toen de aanhangers van Willem van Oranje de bovenhand kregen in Antwerpen, keerde hij om principiële redenen naar Brugge terug, waar hij bijna onmiddellijk tot pensionaris van het Brugse Vrije werd benoemd. In 1583 volgde hij daarenboven Laurens d'Aula op als griffier van het Vrije en vervulde dit ambt tot aan zijn dood. Aangezien deze benoemingen gebeurden in de tijd van de Brugse Calvinistische Republiek (1578-1584), zijn zijn benoemingen een teken dat de invloed van de calvinisten in de agrarische gebieden van het Brugse Vrije minder groot was dan in de stad Brugge.
Na de terugkeer van de Spanjaarden bleef Baltyn zijn ambten uitoefenen en werd soms afgevaardigd om in de Staten van Vlaanderen het Brugse Vrije te vertegenwoordigen. In 1600 werd hij zelfs afgevaardigd om, in een vergadering in Brussel van de verzamelde Zuid-Nederlandse staten, het Vrije te vertegenwoordigen.
In 1604 schreef hij zijn eerste historisch werk, een overzicht van de geschiedenis van het Brugse Vrije. Hij maakte hiervoor gebruik van de originele documenten die hij in het archief van het Vrije aantrof. Zijn werk zou later dankbaar gebruikt worden door historici zoals Charles Custis en Patrice Beaucourt de Noortvelde.
De zowel in Antwerpen als in Brugge verworven juridische en historische kennis, maakte dat Baltyn de aangewezen persoon was om vanaf 1611 tot 1619 de opdracht van de aartshertogen uit te voeren om de gewoonten en privileges van het Vrije aan een onderzoek te onderwerpen, ze aan de nieuwe tijden aan te passen en ze te homologere, De commissie die hiervoor werd benoemd, werd door Baltyn voorgezeten.
Baltyn was gezagsgetrouw tegenover de aartshertogen en schreef een studie over de anciënniteit en de preëminentie van het Huis Habsburg. De stadsbibliotheek van Bergen bewaart een kopie van het handschrift. Bij de dood van aartshertog Albert werd Baltyn aangeduid om namens de magistraat van het Brugse Vrije en van de stad Brugge de lijkrede uit te spreken tijdens de rouwmis die werd opgedragen in de kerk van de minderbroeders. 
Baltyn werd begraven in de kerk van de Eekhoutabdij, waarvan de toenmalige abt een verwant van hem was.

## Werk
- Nauwkeurige Beschrijving van het Land van den Vrijene, inhoudende een kort recueil ofte verhael van de gelegendheyd van hetzelve land (...), Brugge, 1604, in handschrift bewaard in Stadsbibliotheek Brugge, handschriften 433.
- Oratio in funere serenissimi Alberto Austriaci, Gent, 1622.
- Oraison fvnebre, de [...] l'archidvc Albert, dvc de Bovrgongne & prince proprietaire des Pays bas, &c. decedé le xiij. de Iuillet 1621, Gent, Jan van den Steene, 1622.